# Netherlands Space Office
Het Netherlands Space Office (NSO) is de Nederlandse ruimtevaartorganisatie. Het NSO werd op 30 september 2009 opgericht, als opvolger van het voormalige Nederlands Instituut voor Vliegtuigontwikkeling en Ruimtevaart (NIVR). Het NSO is een samenwerking van het Ministerie van Economische Zaken en Klimaat, het Ministerie van Onderwijs, Cultuur en Wetenschap, het Ministerie van Infrastructuur en Waterstaat en de Nederlandse Organisatie voor Wetenschappelijk Onderzoek (NWO).

## Taak
Met het NSO heeft Nederland een eigen ruimtevaartorganisatie die in opdracht van de overheid het Nederlandse ruimtevaartprogramma ontwikkelt en uitvoert. Daarnaast vertegenwoordigt het NSO Nederland naar andere nationale en internationale ruimtevaartorganisaties zoals de Europese ruimtevaartorganisatie ESA, de Amerikaanse ruimtevaartorganisatie NASA, het Duitse centrum voor lucht- en ruimtevaart DLR en de Franse ruimtevaartorganisatie CNES.